# María José Cuevas
María José Cuevas (México, 26 de febrero de 1972), conocida también como María José, es una artista visual, directora y productora de cine que trabaja con documental, video experimental, el diseño y la fotografía. Sus obras se han presentado en diferentes eventos y festivales de México y el extranjero. 
Su ópera prima, Bellas de Noche, tuvo cuatro nominaciones al Premio Ariel 2017 en las categorías de Mejor Película, Mejor Documental, Mejor Opera Prima y Mejor Edición.
Su padre, José Luis Cuevas Novelo, fue un reconocido artista plástico. Su tío paterno, Alberto Cuevas Novelo, fue médico, psiquiatra, psicoanalista y docente.[cita requerida]

## Trayectoria profesional
Estudió diseño Gráfico en la Universidad Iberoamericana en la Ciudad de México. Su producción ha sido presentada en festivales y espacios de arte como el Chelsea Center for the Arts (ZONEMA) en Nueva York; el Festival for Expanded Media (STUTTGARTER FILMWINTER) en Alemania; el Video Zone- International Video Arts Biennial (VIDEOZONE), en Israel; el Festival Internacional de Artes Electrónicas y Video (TRANSITIO_MX), en México, entre otros.

En relación con su inclinación como cineasta, fuentes comentan:
Cuevas cuenta que se convirtió en cineasta de manera inesperada. Luego de estudiar diseño Gráfico, decidió que quería contar historias de manera mucho más expandida. "Eran los noventa, había muy pocas mujeres haciendo cine", recuerda, "en mi casa todos eran muy cinéfilos, mi hermana desde niña me llevaba de pinta y nos íbamos a la Cineteca a ver todo tipo de películas, entonces tenía esa espinita. Cuando mi hermana me invita a hacer un taller de video experimental me di cuenta justo de todo este universo muy libre. Mi hermana me regala una camarita y a partir de ahí empiezo a filmar absolutamente todo".
Bellas de noche fue seleccionado para participar en el Programa de Documental del Binger Filmlab, en Ámsterdam, Holanda, en el Buenos Aires Lab (BAL) en el Buenos Aires Festival Internacional de Cine Independiente, en el Doc Lab del Festival Internacional de Cine de Guadalajara del 2011, y en Cabos in Progress 2015 del Festival Internacional de Cine de Los Cabos.

## Filmografía
| Año  | Película                                   | Notas        |
| ---- | ------------------------------------------ | ------------ |
| 2023 | La Dama del Silencio: El caso Mataviejitas | Documental   |
| 2016 | Bellas de Noche                            | Documental   |
| 2005 | Mal de amores                              | Cortometraje |
| 2005 | Las sirenas no existen                     | Cortometraje |
| 2005 | Lunch with Daddy                           | Cortometraje |
| 2005 | Eventos sociales                           | Cortometraje |

| Año  | Película               | Dirección           | Notas               |
| ---- | ---------------------- | ------------------- | ------------------- |
| 2018 | Museo                  | Alonso Ruizpalacios | Producción asociada |
| 2016 | Bellas de Noche        | María José Cuevas   | Producción          |
| 2005 | Mal de amores          | María José Cuevas   | Producción          |
| 2005 | Las sirenas no existen | María José Cuevas   | Producción          |
| 2005 | Lunch with Daddy       | María José Cuevas   | Producción          |
| 2005 | Eventos sociales       | María José Cuevas   | Producción          |

## Premios y nominaciones
- (2017) Mención Especial por Mejor Opera Prima Documental”en Palm Springs International Film Festival.
- (2016) Premio al Mejor Documental, Festival Internacional de Cine de Morelia.
- (2016) Premio de la Audiencia en el Festival Internacional de Cine de Los Cabos.
- (2016) Premio a Mejor película del año, Premios Ciudad
- (2016) Premio Mejor Documental, Luminus Canacine
- Premio al Mejor Documental Festival Internacional de Cine de Panamá.[1]